# Bouquet, Gard
Bouquet är en kommun i departementet Gard i regionen Occitanien i södra Frankrike. Kommunen ligger i kantonen Saint-Ambroix som tillhör arrondissementet Alès. År 2022 hade Bouquet 197 invånare.

## Befolkningsutveckling
Antalet invånare i kommunen Bouquet
Referens:INSEE